# Будников Борис Федорович
Будников Борис Федорович (16 лютого 1942 — 26 квітня 2023) — радянський яхтсмен.
Срібний призер Олімпійських Ігор 1980 року в класі Солінґ, учасник 1972 та 1976 років.